# Thiant
Thiant és un municipi francès, situat a la regió dels Alts de França, al departament del Nord. L'any 2006 tenia 2.538 habitants. Limita al nord amb Prouvy, a l'est amb Maing, al sud amb Monchaux-sur-Écaillon, al sud-oest amb Douchy-les-Mines i Haspres, al nord-oest amb Haulchin.

## Demografia
| 1962                                       | 1968  | 1975  | 1982  | 1990  | 1999  | 2006  |
| ------------------------------------------ | ----- | ----- | ----- | ----- | ----- | ----- |
| 2.859                                      | 2.925 | 2.699 | 2.635 | 2.593 | 2.568 | 2.538 |
| Des de 1962: població sense dobles comptes |       |       |       |       |       |       |

## Administració
| Període   | Identitat          | Partit |
| --------- | ------------------ | ------ |
| 1965-1994 | Robert Fromont     | PCF    |
| 1994-2006 | Francis Carpentier | PCF    |
| 2006-     | Jean-Marie Lecerf  | PCF    |